# Taijun Takeda
Taijun Takeda (武田 泰淳, Takeda Taijun, 12 février 1912 - 5 octobre 1976) est un romancier japonais partie prenante de la première génération d'écrivains de l'après-guerre, et autorité reconnue de la littérature chinoise.

## Biographie
Takeda, deuxième fils d'un prêtre bouddhiste de la secte de la Terre Pure, est élevé dans un temple. Il s'intéresse très tôt à la fois à la littérature chinoise et à la politique de gauche et, à la fin de ses études secondaires, choisit de se spécialiser en sinologie à l'université de Tokyo en 1931. Il n'achève pas ses études, car il se retire de l'université après avoir été arrêté pour avoir distribué des tracts critiquant l'impérialisme, ce qui lui vaut d'être emprisonné un mois. Quoi qu'il en soit, c'est là qu'il fait la connaissance de Yoshimi Takeuchi (en).
Seule une nouvelle, publiée au Japon en 1948, a été traduite en français : La Mangeuse (Mono kuu onna), dans Anthologie de nouvelles japonaises contemporaines (tome I), nouvelle traduite par Patrick Devos, Gallimard, 1986.

## Adaptations de ses œuvres au cinéma
- 1992 : La Mousse lumineuse (ひかりごけ, Hikarigoke?) de Kei Kumai